# Coniopteryx (Holoconiopteryx) haematica
Coniopteryx (Holoconiopteryx) haematica is een insect uit de familie van de dwerggaasvliegen (Coniopterygidae), die tot de orde netvleugeligen (Neuroptera) behoort. 
Coniopteryx (Holoconiopteryx) haematica is voor het eerst wetenschappelijk beschreven door McLachlan in 1868.